# Казимир, Константин Фёдорович
Казимир Константин Фёдорович (1860—1910) — депутат Государственной думы Российской империи I созыва от Бессарабской губернии, просветитель, филантроп.

## Биография
Родился в 1860 году. Дворянин. Учился в Каменец-Подольской классической гимназии, а в 1874 году перешёл в реальное училище в Кишинёве, где проучился четыре года. В 1879 году поступил в московскую Петровскую земледельческую академию, которую закончил со степенью кандидата сельскохозяйственных наук.
Крупный землевладелец в селе Васкоуцы Хотинского и селе Чернолёвка Сорокского уездах Бессарабской губернии. Почётный мировой судья. На протяжении 21 года избирался земским и уездным гласным.
Член училищного совета Хотинского и Сорокского уездов, попечитель гринауцкой сельскохозяйственной школы, а также около 20 других школ. Много занимался просветительской деятельностью. Открыл на собственные средства и содержал во всех своих имениях школы. Также на территории своих имений открыл и оборудовал для деревенских жителей больницы и общественные бани. Большую часть своего времени тратил на помощь бедным. Сыграл определяющую роль в судьбе Серафимы Бирман, оплатив первый год её обучения в театральной школе.
В 1906 году был избран в Государственную думу Российской империи I созыва. По одним сведениям в Думе примыкал к партии кадетов, по данным трудовиков политическая позиция К. Ф. Казимира была между партией демократических реформ и партией мирного обновления.
Учредил в Институте экспериментальной медицины, бактериологическим отделом которого заведовал его свойственник С. Н. Виноградский, две премии: за работы по пеллагре и вторая — за исследования рака с формулировкой «за лучшее сочинение по применению радия к лечению всяких накожных болезней и кожного рака по преимуществу».
Скончался 12 июня 1910 года от сахарного диабета в г. Васкауцы, Бессарабской губернии.

## Семья
- Брат — Фёдор[4]
- Брат — Александр (1853—1889), юрист, женат в сентябре 1878 на Марии Николаевне урождённой Виноградской, сестре известного микробиолога Сергея Виноградского. В этом браке трое детей: Мария, Лидия (в замужестве Врангель) и Георгий[4].